# Michelangelo Palloni

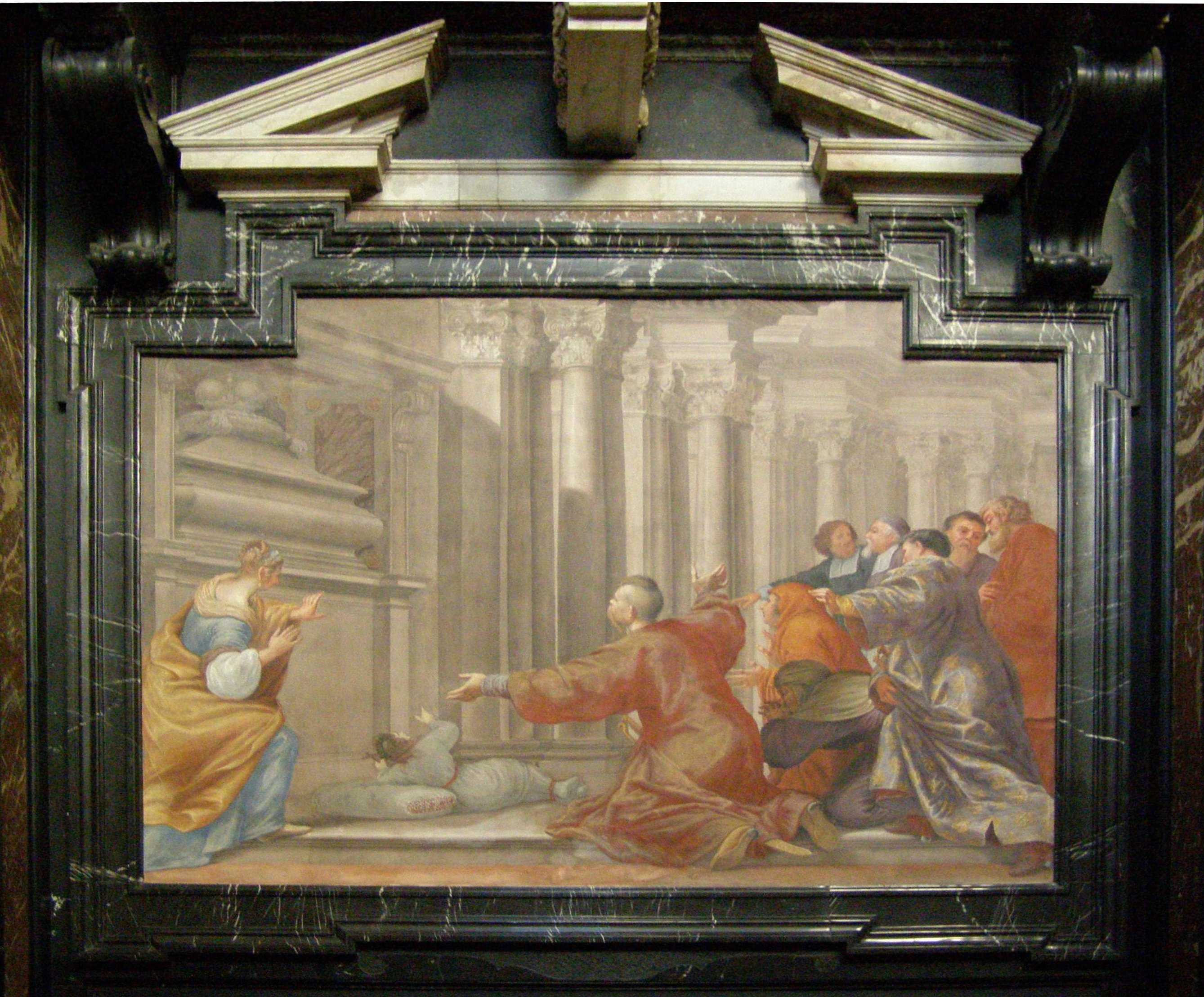
Freski Michelangelo Palloniego w kaplicy św. Kazimierza w katedrze wileńskiej

Michelangelo Palloni, Michał Anioł Palloni (ur. 1637 w Campi Bisenzio, zm. 1712 w Węgrowie) – polski malarz pochodzenia włoskiego, przedstawiciel baroku, nadworny malarz Jana III Sobieskiego.

## Życiorys
Pochodził z Toskanii. Początkowo działał we Florencji i Rzymie, następnie w Turynie.
Sprowadzony w 1674 roku przez magnacką rodzinę Paców do Rzeczypospolitej, wykonywał freski w kościołach fundowanych przez jego mecenasów na terenie Wielkiego Księstwa Litewskiego.
W 1684 roku przeniósł się do Warszawy i wstąpił na służbę Jana Dobrogosta Krasińskiego, dla którego dekorował pałac Krasińskich w Warszawie. W 1688 roku został malarzem nadwornym króla Jana III Sobieskiego. W tym czasie wykonywał różne zlecenia.
Na zamówienie króla udekorował Galerię Otwartą i Galerię Zamkniętą pałacu w Wilanowie. Dla Leszczyńskich wykonał malowidła ścienne na zamku w Rydzynie. W 1692 roku namalował polichromię w kaplicy katedralnej św. Kazimierza w Wilnie, wkrótce potem freski w zakrystii kościoła kamedułów na Bielanach pod Warszawą i dekorację kopuły kaplicy misjonarzy w Łowiczu oraz wnętrz łowickiego kościoła pijarów.
Ostatnie lata życia spędził w służbie rodziny Krasińskich w Węgrowie, gdzie namalował freski w kościele farnym oraz reformackim. Zmarł tamże w 1712 roku, pochowany został w podziemiach kościoła farnego w Węgrowie.
Ożeniony był z Marią Lanzani. Jego jedyna córka Katarzyna Magdalena była żoną włoskiego sztukatora Giovanniego Pietro Perti.

## Dekoracje malarskie
- kościół św. Wawrzyńca w Turynie
- kościół kamedułów w Pożajściu
- kościół św. Piotra i Pawła na Antokolu w Wilnie
- kościół kamedułów na Bielanach w Warszawie - zakrystia (1684–1686)
- pałac w Wilanowie (1688)
- katedra w Wilnie (1692)
- klasztor misjonarzy w Łowiczu (1695)
- kościół farny w Węgrowie (1706–1708)
- kościół reformacki w Węgrowie